# Marney le Renard
Marney - le Renard (Marney - the Fox) est le héros d'une série de bande dessinée anglaise, créée par Scott Goodall et dessinée par John Stokes, pour l'hebdomadaire Buster de 1974 à 1976. Il a été réédité en 2017 en anglais chez Rebellion et en 2021 en français chez Komics Initiative.

## Synopsis
Marney est un renardeau de la campagne anglaise qui perd sa mère, abattue par des chasseurs. Il se heurte à la cruauté des humains et de certains animaux.

## Edition
Plus d'une dizaine d'épisodes ont été publiés dans les années 1970 et 1980,. Les dessins sont tous en noir et blanc.
Un éditeur britannique réédite l'intégrale des histoires en 2017, un an après la mort de Goodal.
L'édition française est saluée, notamment pour sa sensibilité écologique.

### Français
- Marney le Renard, Komics Initiative, 2021  (ISBN 9782491374341)

### Anglais
- Marney the Fox, Rebellion, 2017 (ISBN 978-1-78108-598-1)

## Réception critique
La qualité graphique et les thématiques écologistes visionnaires ont été globalement bien accueilliées par la critique :
- 3 sur 4 chez PlanetBD[6]
- 3,75 sur 5 sur Babelio[7]
- 4 sur 5 sur BDGest[8]
- 4 sur 5 chez BDFugue[9]